# Maris Pacifici
«Тихий океан…» (лат. Maris Pacifici...) — награвированная в 1589 году карта Абрахама Ортелиуса, которой он пополнил издание своего «Theatrum Orbis Terrarum» 1590 года. Карта входила во все последующие издания, а их было 16, включая последнее 1612 года. Общий тираж этой гравюры составил около 3550 экземпляров. Это первое детальное изображение тихоокеанского региона в европейской картографии.
Ортелиус перегравировал свою карту с карты Тихого океана Франца Хогенберга. Тихий океан на карте вытянут с северо-запада на юго-восток и ограничен с юга громадной Terra Australis (Южной землёй), которая включает в себя нам известную Австралию, Антарктиду и сходится с южной оконечностью Америки. Ортелиус впервые изобразил на гравированной карте севернее Японии Isla la Plata (Серебряный остров) — легендарный остров Аргира, о котором писали античные землеведы Помпоний Мела, Плиний Старший и автор «Перипла Эритрейского моря», имя которого история не сохранила. По представлениям древних почва этого острова содержит серебро. Спустя десять лет Ортелиус готовил гравюру римского дорожного чертежа V века, сохранившегося в копии XIII века в библиотеке аугсбургского учёного Конрада Пейтингера. Гравюра, созданная Ортелиусом в последний год его жизни, была названа «Tabula iteneraria ex illvstri Pevtingerorvm bibliotheca… 1598» и увидела свет лишь в 1618 году. В отличие от оригинала, на гравюре у берега Океана на востоке два безымянных острова получили названия — Ins. Arcirse и Ins. Solar. Кто дал названия островам на гравюре, сейчас не установлено, но тогда выпущенная тиражом 300 экземпляров гравюра дала ещё один повод для размышления о существовании богатого острова.
На поиски этого острова Голландская Ост-Индская компания отправит в 1639 и 1643 гг. две экспедиции, в результате которых будут открыты берега земель в море к северу от Японии, будет издана карта этих открытий Иоганном Янсонием в Амстердаме в 1650 г. На этой карте найденные земли, на которых не оказалось даже признаков серебра, носили голландские названия: t’Landt van Eso, Staten Eylant и Kompagnies Land — ныне они носят названия о. Хоккайдо, о. Итуруп и о. Уруп.
Даже спустя век после открытия этих земель европейские географы строили разные предположения об этих землях, считая их иногда частью Азии и Америки, иногда частью Камчатки. При этом и Вторая Камчатская экспедиция капитана Беринга, прекращённая в 1743 г., также не смогла дать ясного ответа об этих землях.